# Samytha hesslei
Samytha hesslei är en ringmaskart som beskrevs av Maurice Caullery 1944. Samytha hesslei ingår i släktet Samytha och familjen Ampharetidae. Inga underarter finns listade i Catalogue of Life.